# أولارنواجو كايودي
أولارنواجو أيوبامي كايودي (بالإنجليزية: Olarenwaju Ayobami Kayode)‏ هو لاعب كرة قدم نيجيري في مركز الهجوم ولد في يوم 8 مايو 1993 في مدينة إبادان في نيجيريا، يلعب حالياً مع نادي شاختار دونتسك وسبق له اللعب مع أسيك أبيدجان ونادي لوزيرن ونادي هارتلاند ومكابي نتانيا وأوستريا فيينا ومانشستر سيتي ونادي جيرونا، في سنة 2014 بدأ باللعب مع منتخب نيجيريا لكرة القدم ويبلغ طوله 174 سم.

## روابط خارجية
- أولارنواجو كايودي على موقع الاتحاد الدولي (مؤرشف)  (الإنجليزية)
- أولارنواجو كايودي على موقع الاتحاد الأوربي (الإنجليزية)
- أولارنواجو كايودي على موقع اتحاد تركيا (لاعب) (الإنجليزية)
- أولارنواجو كايودي على موقع اتحاد أوكرانيا (الإنجليزية)
- أولارنواجو كايودي على موقع قاعدة بيانات كرة القدم.إي يو (الإنجليزية)
- أولارنواجو كايودي على موقع ناشيونال فوتبول تيمز (الإنجليزية)
- أولارنواجو كايودي على موقع Soccerbase.com (لاعب) (الإنجليزية)
- أولارنواجو كايودي على موقع Soccerway.com (الإنجليزية)
- أولارنواجو كايودي على موقع عالم كرة القدم.نت (الإنجليزية)
- أولارنواجو كايودي على موقع AS.com (الإسبانية)